# Patricia Halliwell
Patricia "Patty" Halliwell is een personage in de televisieserie Charmed. De rol wordt gespeeld door actrice Finola Huges.
Patty Halliwell wordt geboren op 5 april 1950 als dochter van Allen Halliwell en Penelope Johnsen. Patty is een afstammeling van Melinda Warren. Haar kracht is het bevriezen van tijd.
Tijdens haar zwangerschap van Phoebe had Patty visioenen.

## Relevantie in de serie
Patty trouwde met de sterveling Victor Bennet, en samen kregen ze drie kinderen, Prue, Piper, Phoebe: de Charmed Ones.

## Taboe
Patty krijgt een relatie met haar lichtgids Sam Wilder. Ze werd zwanger van zijn kind en baarde een meisje, Paige. Maar omdat heksen en Lichtdragers geen relatie met elkaar mogen beginnen moest de geboorte van Paige geheim blijven voor de Elders.

## Dood
Op 28 februari 1978 wordt Patty gedood door een waterdemon. Het verlies van hun moeder zal een groot effect hebben op de Charmed Ones en blijft in de serie een rol spelen.
Patty verschijnt als geest regelmatig terug in de serie, veelal op belangrijke momenten in het leven van haar dochters.

## Afleveringen
- Thank You Nor Not Morphing
- From fear To Eternity
- That '70s Eppisode
- P3H2O
- Just Harried
- Pre-Witched
- Charmed Again deel 1&2
- A Witch Tail deel 2
- Cheaper By The Coven
- Forever Charmed